# Fritz Oswald Bilse
Fritz Oswald Bilse, noto anche con gli pseudonimi Fritz von der Kyrburg e Fritz Wernthal (Kirn, 31 marzo 1878 – Eberswalde, 30 agosto 1951), è stato uno scrittore e drammaturgo tedesco, tenente dell'esercito prussiano e per alcuni anni direttore del giornale conservatore Deutsche Heimat.

## Biografia
Nacque a Kirn (Renania-Palatinato), all'epoca facente parte della Provincia del Reno (Regno di Prussia), da padre insegnante. Trascorse la propria infanzia in questa cittadina, poi si trasferì a Eisenach, nella Turingia. Qui, nel 1896, si arruolò nell'esercito prussiano, nel quale fu solo sottufficiale sino al 1900. In quegli anni acquisì le conoscenze e l'esperienza necessaria, nonché diversi spunti, per i romanzi che lo resero famoso.

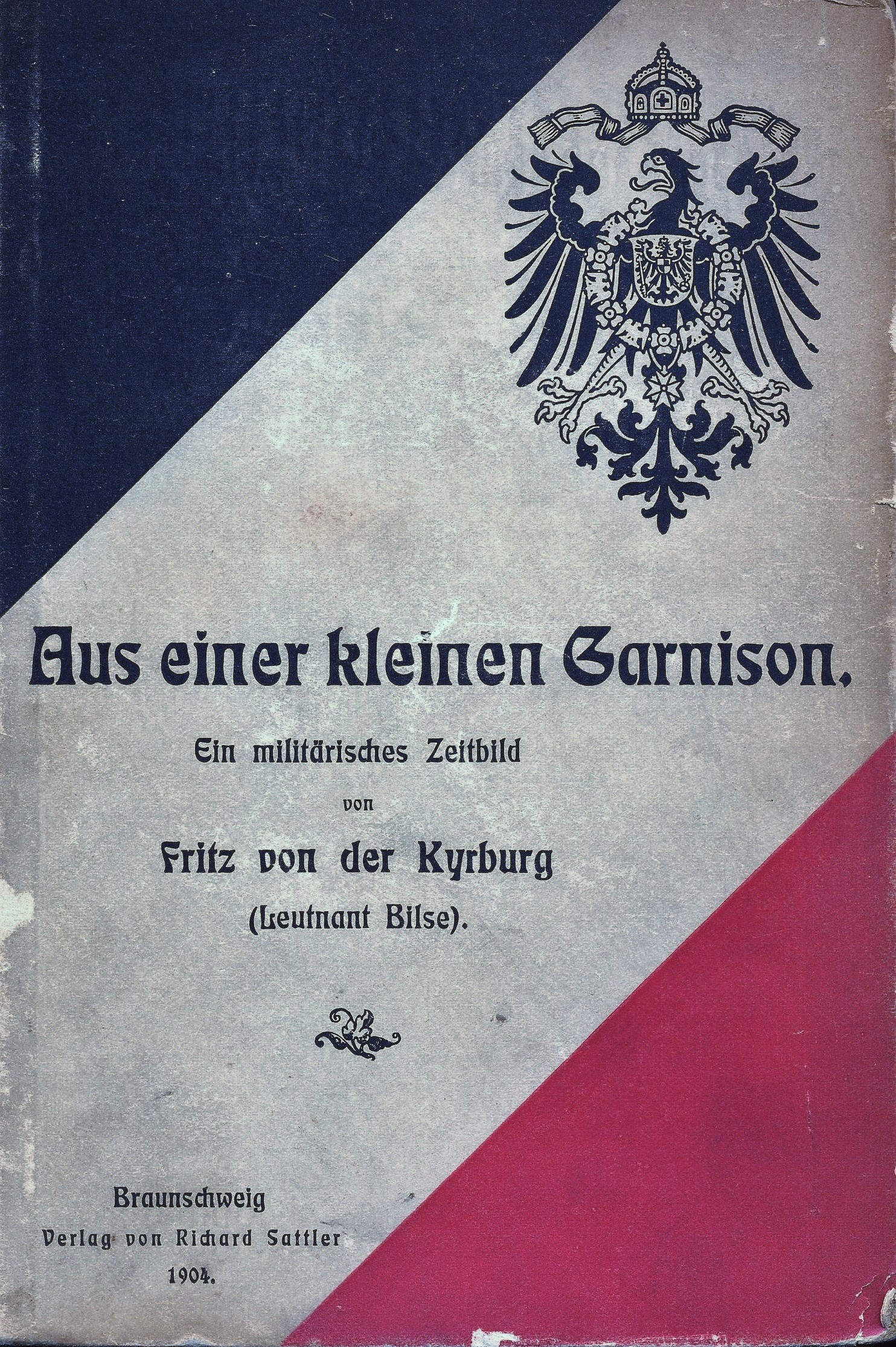

Nel 1903 scrisse e pubblicò Aus einer kleinen Garnison. Ein militärisches Zeitbild (Vita in una città-guarnigione), il suo primo romanzo, che portava il suo nome di battesimo - nelle successive edizioni, tuttavia, si firmò sempre Fritz von der Kyrburg. A causa del carattere esageratamente satirico nei confronti dell'esercito imperiale e delle usanze della città di Forbach (Lorena), città dove era stato stanziato alla fine del secolo, quest'opera fu duramente criticata; tuttavia, ottenne un vero e proprio "succès de scandale" e proprio per questo fu presto ristampata. Fu anche processato dalla Corte marziale, dati gli oltraggi all'armata del Reich, dal 9 al 13 novembre 1903 a Metz; nel periodo del processo l'opera fu temporaneamente bandita.
Dopo il processo, decise di lasciare la patria per trasferirsi a Parigi e poi a Londra, ritornandovi solo in estate - per la precisione aveva casa nella cittadina di Obing, in Baviera. Visse poi a Groß-Ziethen, nel Brandeburgo. Negli anni delle Guerre Mondiali e del Nazismo nessuno sentì più parlare di lui; fu la sua fortuna: il Terzo Reich non lo considerò mai un nemico da deportare - in proposito, bisogna dire che, oltre a non essere un personaggio politicamente scomodo, Bilse si era sempre detto contro i socialisti e i comunisti, che aveva definito "seguaci dell'utopia di Marx". Trascorse, dunque, tranquillamente questi anni.
Caduto Hitler, nel 1946 fu eletto membro dell'assemblea di Stato; tuttavia, non ci sono informazioni riguardo al suo operato. La Storia e la Letteratura sembravano averlo dimenticato e, di fatto, nonostante fosse citato ne I Buddenbrook di Thomas Mann, solo nel 2003 è tornato alla ribalta grazie al romanzo Esra di Maxim Biller.

## Opera
Reso celebre dalla portata dello scandalo, Vita in una città-guarnigione spopolò letteralmente in Francia, nazione che all'epoca era dichiaratamente ostile alla Germania; nel 1904 fu tradotto, quindi, anche in lingua francese. Quanto alla diffusione planetaria, il noto scrittore e poeta statunitense Theodore Dreiser fu tra i suoi più noti sostenitori. L'opera fu accolta con favore, però, soprattutto dagli intellettuali connazionali: il grande Thomas Mann, Nobel nel 1929, lo cita nella sua opera più celebre, I Buddenbrook. L'opera fu tradotta anche in inglese nel 1904 con il titolo Life In A Garrison Town.
La carriera di Bilse raggiunse l'apice nei primi anni del Novecento, tuttavia l'autore non seppe più scrivere un altro romanzo come Vita in una città-guarnigione, così presto cadde nel dimenticatoio. Nel 1924 scrisse Gottes Mühlen. Roman aus einer großen Nation (Dei Mulini. Romanzi su una gloriosa Nazione), nel quale prendeva nuovamente di mira la società e la cultura francese, all'epoca entrambe imbevute di Decadentismo. Nel 1925 fu la volta del Die schwarze Welle (L'onda nera), nel quale narrava la Guerra franco-prussiana vista da un contingente arruolato nelle colonie in Africa.

### Romanzi
- Aus einer kleinen Garnison. Ein militärisches Zeitbild (1903)
- Zwei Militär-Humoresken. Der Alarm. Ein glücklicher Reinfall (1903)
- Das blaue Schloß. Roman in einem Vorkapitel und zwei Büchern (1904)
- Wahrheit (1904)
- Fallobst (1905)
- Lieb' Vaterland. Roman aus dem Soldatenleben (1905)
- Die große Schlacht (1906)
- Stille Wege (1907)
- Verklärung (1909)
- Die Technik des Romans (1909)
- Gottes Mühlen. Roman aus einer großen Nation (1924)
- Die schwarze Welle. Ein Negerroman von Afim Assanga, bearbeitet und herausgegeben von Fritz Oswald Bilse (1925)
- Wie kann der Bauer die jetzigen und kommenden schweren Zeiten überstehen und ohne besondere Mehrkosten seine Erträge verdoppeln? : Praktische Ratschläge für den Bauernstand (1928)